# ブルークウォッチカンパニー
ブルークウォッチカンパニー（英称:BULEK WATCH COMPANY）は、大阪府大阪市中央区東心斎橋に本社を置く主に腕時計を中心に並行輸入品で卸販売している企業である。
高級ブランドなどを並行輸入品として販売しているため、正規輸入品よりも価格を下げて販売している。ブルークウォッチカンパニーの公式オンラインストアで購入した腕時計はブルークの修理センターで修理受付を行っている。

## 沿革
- 2000年7月 - ブランド時計のネットショップとして創業
- 2000年11月 - 本店の自社サイトオープン
- 2001年3月 - 楽天市場店を出店
- 2003年4月 - 株式会社ブルークウォッチカンパニーを設立
- 2003年10月 - Yahoo!ショッピング店を出品
- 2007年7月 - ブランドバッグ・アクセサリー取り扱い開始
- 2009年8月 - Amazon店を出店
- 2009年11月 - 業務拡張のため本社を移転（大阪市中央区南船場1-6-12 ブルーク長堀橋ビル）
- 2014年6月 - 株式会社ブルークを株式会社ブルークリテイリングと分社
- 2016年2月 - 社名を株式会社ブルークリテイリングから株式会社ブルークウォッチカンパニーへ変更
- 2016年8月 -　大阪心斎橋に時計店をオープン

## 受賞歴
- 平成22年度 第23回 日経ニューオフィス賞 受賞
- ヤフーショッピング年間ベストストア賞　貴金属部門　グランプリ　1回
- ヤフーショッピング年間ベストストア賞　貴金属部門　受賞　3回
- ヤフーショッピング半期ベストストア賞　貴金属部門　受賞　4回
- ヤフーショッピング月間ベストストア賞　貴金属部門　受賞 19回
- 楽天市場月間ＭＶＰ　ショップ・オブ・ザ・マンス　受賞　3回
- 楽天市場週間ＭＶＰ　ショップ・オブ・ザ・ウィーク　受賞　1回